# Akasinula mavisa
Akasinula mavisa är en fjärilsart som beskrevs av Hans Fruhstorfer 1917. Akasinula mavisa ingår i släktet Akasinula och familjen juvelvingar. Inga underarter finns listade i Catalogue of Life.